# Thomas Osborne, conde de Danby

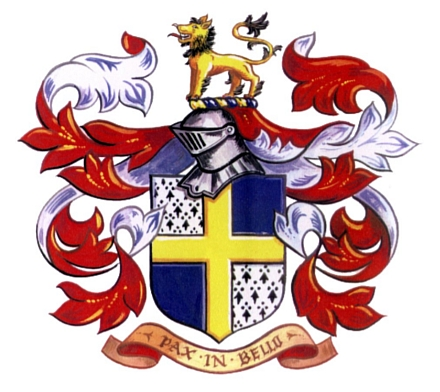
Cota de armas de la familia Osborne, Duques de Leeds.

Thomas Osborne, Primer Duque de Leeds (20 de febrero de 1632-26 de julio de 1712), fue un hombre de estado inglés (comúnmente llamado Lord Danby y Marqués de Carmarthen cuando fue una prominente personalidad política), que ocupó numerosos cargos públicos durante los reinados de Carlos II y Guillermo III de Inglaterra.
Después de haber ocupado varios cargos administrativos, Osborne alcanzó en 1673 la cumbre de su poder, cuando fue nombrado Lord Gran Tesorero. Osborne fue uno de los principales pilares del reinado de Carlos II, que había regresado al trono. En particular, Thomas intentó formar una alianza entre el rey y la Iglesia Anglicana. En la casa de los Comunes, creó una fuerte facción realista al mando del partido provinciano de Anthony Ashley-Cooper, con sobornos y promoción de diputados leales. Finalmente los tories se desarrollaron a partir de este partido y Osborne bien puede ser considerado su fundador.
En el ámbito de las relaciones exteriores Osborne se movía con soltura. Quería aumentar el comercio, el crédito y el poder inglés en el exterior. Estaba en contra del poder de Roma y de Francia. Osborne fue desplazado a causa de su política exterior contradictoria: mientras que por un lado trató de formar una alianza contra Francia, terminó la guerra con Holanda en 1674, y Holanda pasó a ser un aliado estratégico. De hecho en 1677 hizo que María II contrajera matrimonio con Guillermo III de Orange en lo que sería el germen de la Revolución y del Acta de Establecimiento. 
Sin embargo, esta política nacional, solo podía implementarse, y Osborne solo podía permanecer en el poder, si aceptaba la relación personal del rey con el rey de Francia fijadas mediante el Tratado de Dover in 1670, según el cual entre otras cosas Carlos aceptaba una pensión, y estaba obligado a una política exactamente la contraria a la que propugnaba Danby, una que alentaba la prominencia de Francia y Roma. Sus enemigos políticos revelaron estas negociaciones secretas, por lo que Osborne quedó expuesto a fuertes presiones políticas. Aun, la disolución del Parlamento, con lo cual Carlos intentó proteger a su canciller en 1678, no pudo evitar una acusación contra Osborne. Por lo cual estuvo preso hasta 1684 en la Torre de Londres.

## Comienzos, 1632–1674
Hijo de Sir Edward Osborne, Bart.  de Kiveton, Yorkshire,  y su segunda esposa Anne Walmesley, viuda de Thomas Middleton; ella era sobrina de Henry Danvers, 1.er Conde de Danby.   Thomas Osborne nació en 1632. Era nieto de Sir Hewett Osborne y bisnieto de Sir Edward Osborne, Lord Mayor de Londres, quien según se sostiene, siendo aprendiz de Sir William Hewett, obrero textil y lord mayor en 1559, construyó su fortuna al saltar desde el Puente de Londres al río y rescatar a Anne (d. 1585), la hija de su empleador, con la que posteriormente contrajo matrimonio.
El padre de Thomas era un realista convencido de que fue vicepresidente del Consejo del Norte. Edward el medio hermano mayor de Thomas murió en un accidente en 1638, cuando el techo de su casa se desplomó sobre él; según una leyenda familiar, Thomas se salvó porque estaba buscando al gato bajo la mesa cuando aconteció el desastre. Se dice que su padre quedó muy afectado por este accidente y nunca pudo sobreponerse a la pérdida de su hijo.
Thomas Osborne, el futuro Lord Tesorero, al morir su padre heredó el baronazgo y las propiedades familiares en Yorkshire en 1647, y posteriormente cortejó con éxito a su prima Dorothy Osborne, se casó con Lady Bridget, hija de Montagu Bertie, 2.º Conde de Lindsey, en 1651.